# Corpul 4 Armată rus (1916-1918)
Corpul 4 Armată a fost una din marile unități operative ale Armatei Țariste, participantă la acțiunile militare de pe frontul românesc, în timpul Primului Război Mondial. În această perioadă, a fost comandat de generalul de artilerie Eris Han Sultan Ghirei Aliev. :pp. 104-105:p. 181
În compunerea Corpului 4 Armată intrau Divizia 30 Infanterie și Divizia 40 Infanterie.